# Ninjas in Pyjamas
Ninjas in Pyjamas (a menudo abreviado NIP y NiP) es un equipo de deportes electrónicos de Suecia. Actualmente, el equipo tiene plantilla de Counter-Strike 2. Está considerado como uno de los mejores equipos de Counter-Strike de la historia. En 2012, el equipo se reformó con una alineación de Counter-Strike: Global Offensive tras el lanzamiento del juego. Además de Counter-Strike, la organización tiene equipos en Valorant, Rainbow Six: Siege, FIFA, Rocket League, Mobile Legends: Bang Bang y League of Legends. Anteriormente tenían equipos en Overwatch, PlayerUnknown's Battlegrounds y Paladins.

## Historia

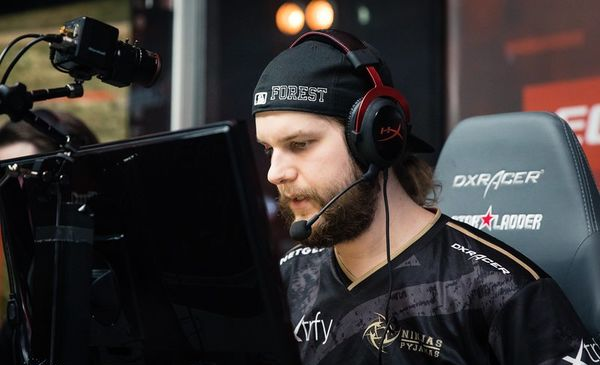
Patrik "f0rest" Lindberg

Fue fundado en junio del 2000 en Suecia, pero fue establecido como equipo en 2001 después de varios cambios de nombre y jugadores.
Su mayor éxito fue su victoria en la Cyberathlete Professional League World Championships del 2001 después de ganar una dura final ante X3 (ahora conocidos como Team 3D). Empezaron a buscar un patrocinador y como resultado, se unieron a la organización eSports SK Gaming, la cual fue conocida como SK Scandinavia y más tarde SK Sweden. En SK, continuaron teniendo éxito. La suma total de sus ganancias en torneos en 2003 fue de aproximadamente 170,000 $.
Sintiendo que ganarían más dinero, dejaron SK a principios de 2005. Más tarde, en ese mismo año, varios miembros volvieron al equipo, forzando a NiP a reemplazarlos.
Emil "HeatoN" Christensen con Tommy "Potti" Ingemarsson, los mánagers Peter Hedlund y Victor Lindqvist, reformaron a NiP como una compañía en 2005, tras tener problemas con SK. Continuaron participando en torneos internacionales, consiguiendo quedar entre los primeros en la mayoría. Firmaron varios de los mayores patrocinadores de la época. El equipo recibió a más de 100,000 miembros en su página web de Europa durante sus dos primeros años y se convirtieron en el primer equipo no asiático en entrar en el mercado de Asia. Después de 6 meses, consiguieron 60,000 miembros en su página web asiática. Fueron unos de los opositores más abiertos al cambio de Counter-Strike al Counter-Strike: Source.
El 10 de agosto de 2012, NiP anunció su regreso cambiando el Counter-Strike por el Counter-Strike: Global Offensive. La plantilla, formada por Cristopher "GeT_RiGhT" Alesund (exmiembro de SK Gaming), Patrik "f0rest" Lindberg (exmiembro de SK Gaming), Richard "Xizt" Landström (exmiembro de zTactic), Robin "Fifflaren" Johansson y Adam "friberg" Friberg, los dos últimos jugadores procedentes del Counter-Strike: Source. El 4 de noviembre de 2014, Robin "Fifflaren" Johansson abandona la escena competitiva. Mikail "Maikelele" Bill, anteriormente conocido como "eksem", remplazó a "Fifflaren". El 24 de febrero de 2015, "Maikelele" fue reemplazado por Aleksi "allu" Jalli.
El 1 de enero de 2015, NiP anunció que se había fundado una plantilla de Dota 2. Está formado por Simon "Handsken" Haag, Elias "Sealkid" Merta, Adrian "Era" Kryeziu, Joel "Apemother" Larsson y Jonas "jonassomfan" Lindholm.
El 27 de abril de 2015, NiP anunció que el jugador finlandés Joona "natu" Leppänen se había unido como mánager del equipo. Su exequipo, 3DMAX, había sido disuelto a principios del año y había decidido retirarse de la escena competitiva.

## Resultados

### Counter-Strike
- 1.° CPL Dallas, 2000[1]
- 1.° CPL campeones de gerra de pijamas, 2001[1]
- 1.° CPL Berlin, 2001[1]
- 1.° CPL World, 2001[1]
- 10.° CPL China 2004[1]
- 2º World Cyber Games 2006[2]

### Counter-Strike: Global Offensive
| - 1º SteelSeries GO, 2012 - 1º DreamHack Valencia, 2012 - 1º ESWC, 2012 - 1º DreamHack Winter, 2012 - 1º AMD Sapphire, 2012 - 1º THOR Open, 2012 - 1º NorthCon, 2012 - 1º Mad Catz CS:GO Invitational, 2013 - 1º TECHLABS Cup, 2013 - 1º Copenhagen Games, 2013 - 2º SLTV StarSeries V finals, 2013 - 1º RaidCall EMS One Spring 2013 Finals, 2013 - 1º ESEA Invite Season 13 Finals, 2013 - 1º Svecup Västerås, 2013 - 1º Swedish Championship, 2013 - 1º DreamHack Summer, 2013 - 1º SLTV StarSeries VI finals, 2013 - 1º ESEA Invite Season 14 Finals, 2013 - 1º DreamHack Bucharest, 2013 - 3º SLTV Starseries VII Finals, 2013 - 2º RC EMS One Fall Finals, 2013 - 2º Dreamhack Winter, 2013 - 1º Fragbite Masters 2013 | - 2º EMS One Katowice - 1º Copenhagen Games 2014 - 2º SLTV StarSeries IX - 1º Mikz Challenge, 2014 - 1º DreamHack Summer, 2014 - 5º-6º ESEA Invite S16 Global Finals, 2014 - 1º IronGaming RTX, 2014 - 6º-8º Gfinity3 LAN, 2014 - 1º ESL One Cologne, 2014 - 2º Dreamhack Winter, 2014 - 2º MLG X Games Aspen, 2015 - 1º ASUS ROG Winter, 2015 - 2º ESL One Katowice, 2015 - 2º Gfinity Spring Masters 1, 2015 - 2º SLTV StarSeries XII Finals, 2015 - 3º CS:GO Championship Series, 2015 - 2º FACEIT League 2015 Stage 1 Finals, 2015 - 5º-6º Gfinity Spring Masters 2, 2015 - 3º-4º Dreamhack Open Summer, 2015 - 1º ESPORT-SM CS:GO, 2015 - 2º Gfinity Summer Masters I, 2015 - 5º-8º ESWC CS:GO, 2015 - 5º-6º FACEIT League 2015 Stage 2, 2015 |

### League of Legends
- 1º Copenhagen Games 2014
- 1º DreamHack Summer 2014

### Dota 2
- 7º/8º i-League Season 2, 2015
- 3º Star Ladder Star Series Season 11, 2015
- 1º Alienware Area 51 Dota 2, Cup 2015[48]
- 3º/4º Esportal Invitational 2, 2015
- 1º Esportal Invitational 3, 2015
- 3º Major All Stars Dota 2 Tournament, 2015
- 1º ESPORT-SM DOTA 2, 2015[49]